# Fianna Fáil
Fianna Fáil este un partid politic conservator și creștin-democrat din Republica Irlanda. Partidul a fost fondat ca partid republican irlandez la 16 mai 1926 de către Éamon de Valera și susținătorii săi, după ce s-au despărțit de Sinn Féin în urma Războiul Civil Irlandez pe tema abținerii la depunerea jurământului de credință față de monarhia britanică pe care De Valera a susținut-o pentru a-și păstra poziția de Teachta Dála (TD) în parlamentul irlandez, în contrast cu poziția sa dinainte de războiul civil irlandez. Din 1927, Fianna Fáil este unul dintre cele două partide majore ale Irlandei, alături de Fine Gael din 1933; ambele sunt considerate ca fiind partide de centru-dreapta în opoziție cu Partidul Laburist și Sinn Féin. Partidul a dominat viața politică irlandeză pentru cea mai mare parte a secolului al XX-lea și, de la înființare, fie el, fie Fine Gael a condus fiecare guvern. Între 1932 și 2011, a fost cel mai mare partid din Dáil Éireann, dar în ultimul timp cu o scădere a cotei sale de vot; din 1989 încoace, perioadele sale de guvernare au fost în coaliție cu partide fie de stânga, fie de dreapta.
1. ↑   https://www.ucd.ie/archives/collections/depositedcollections/items/collectionname,235126,en.html#accordion1 Lipsește sau este vid: |title= (ajutor)
2. ↑   https://web.archive.org/web/20160304203312/https://www.fiannafail.ie/about-fianna-fail/history-of-fianna-fail// Lipsește sau este vid: |title= (ajutor)